# Migjen Basha
Migjen Xhevat Basha (n. 5 ianuarie 1987) este un fotbalist albanez care joacă pe postul de mijlocaș defensiv pentru clubul grec Aris Salonic și echipa națională a Albaniei.

## Primii ani și cariera la tineret
Basha s-a născut în Lausanne, Elveția, din părinți albanezi kosovari originari din Theranda (numit și Suhareka) și este fratele mai mare al lui Vullnet Basha, care a fost de asemenea fotbalist profesionist care a jucat pe postul de mijlocaș pentru clubul spaniol UCAM Mercia și a fost selecționat o dată la echipa națională a Albaniei. Basha a mers în Theranda pentru prima dată în copilăria sa pentru a învăța limba albaneză și a frecventat școala primară din acea zonă. S-a întors la Lausanne înainte de izbucnirea războiului din Kosovo.
Bașa a început cariera încă de când era copil, iar la vârsta de 11 ani s-a alăturat echipei locale Dardania Lausanne, un club de fotbal amator fondat de comunitatea albaneză din Lausanne, antrenată de Agim Cana. Apoi a jucat pentru un club de amatori numit Team Vaud, și în 2004 s-a mutat la Lausanne. În primul său an la Lausanne, Basha a a reușit să se impună.

## Cariera pe echipe

### Lausanne
El și-a făcut debutul său la profesioniști la vârsta de 18 ani, la 16 iulie 2005, în sezonul 2005-2006, în meciul cu Winterthur, care s-a încheiat cu o victorie scor 5-4 pentru Lausanne, Basha fiind introdus pe teren în minutul 60 în locul lui Patrick Isabella. A marcat primul său gol în al treilea meci jucat pentru echipă două săptămâni mai târziu, la 30 iulie 2005, într-o victorie scor 4-1 pe Luzern. Basha a intrat din nou pe teren în locul lui Isabella în minutul 68, înscriind în minutul 88 și aducând scorul la 3-1.

### Lucchese
Pentru a doua jumătate a sezonului 2005-2006, Basha s-a mutat în Italia la Luccehse-Libertas în Serie C1. A jucat în cinci meciuri până la sfârșitul sezonului. A jucat pentru Lucchese în opt meciuri din sezonul 2006-2007.

### Viareggio
În 2007, Basha s-a mutat la Viareggio în Serie C2. El a făcut un total de 15 apariții și a marcat un gol, doar în prima jumătate a sezonului 2007-2008.

### Rimini

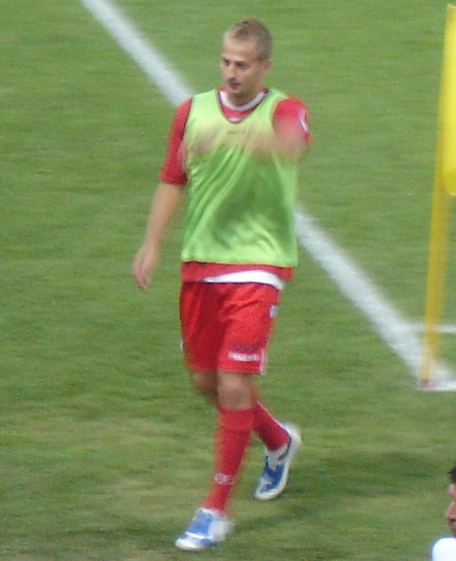
Basha la Rimini în 2009

Pentru a doua jumătate a sezonului 2007-2008, Basha s-a transferat la Rimini. A jucat 12 meciuri pentru Rimini în a doua jumătate a sezonului 2007-2008, de la debutatul său la 2 februarie 2008 în victoria cu 0-1 împotriva lui Bari, în care a intrat ca rezervă în minutul 77.
Basha a început sezonul 2008-2009 cu un gol marcat pe 17 august 2008 împotriva Ravennei în Coppa Italia. După prelungiri, meciul era la egalitate, 3-3, astfel că s-a încheiat după loviturile de departajare, în care Basha a un penalty și care s-a terminat cu 5-7. A debutat cu un gol în Serie B pe 29 august, marcând golul egalizator cu Parma, 1-1. A reușit să înscrie alte două goluri în luna februarie împotriva lui Treviso pe 7 februarie, într-un meci terminat la egalitate, scor 2-2, iar pe 28 februarie a înscris împotriva lui Ancona, o victorie cu 2-1. El a încheiat sezonul 2008-2009 de Serie B cu 38 de meciuri și 3 goluri, și a jucat și în dubla manșă a playoffului împotriva Anconei, cu prima manșă jucată la 6 iunie 2009 terminându-se la egalitate, scor 1-1, și a doua manșă jucată o săptămână mai târziu, pe 13 iunie, terminându-se cu scorul de 0-1, cu Rimini retrogradată.

### Frosinone
Basha s-a transferat la clubul din seria B Frosinone. Basha și-a făcut prima apariție pentru Frosinone pe 21 august 2009 împotriva lui Salernitana, în care a marcat primul său gol pentru club într-o victorie scor 1-2. Basha a jucat 38 de meciuri pentru club și a reușit să înscrie de trei ori. Basha a ajutat-o pe Frosinone să ajungă la a patra rundă a Coppei Italia și a marcat un gol împotriva lui Varese.

### Atalanta
În iunie 2010, Atalanta, care tocmai a fost retrogradată din Seria A, l-a achiziționat pe Basha de la Frosinone. Basha și-a făcut debutul pentru Atalanta pe 21 august 2010 împotriva lui Vicenza, jucând 90 de minute într-o victorie scor 2-0. În timpul sezonului 2010-2011, a fost titular în 7 meciuri din totalul dde 23 de paride jucate pentru Atalanta.

### Torino
Basha a fost împrumutat timp de un an la clubul de serie B Torino la 13 iulie 2011, cu opțiunea de a-l cumpăra definitiv la sfârșitul sezonului.
Basha și-a făcut debutul pentru Torino la data de 27 august, în victoria cu 2-1 cu Ascoli, și a marcat primul gol mai târziu la 10 decembrie, marcând primul gol al partidei câștigate acasă, 4-2  cu Pescara. El a terminat primul sezon la Torino, jucând în 36 de meciuri și marcând 2 goluri, cu Torino terminând pe locul întâi în campionat, ceea ce i-a asigurat un loc în Serie A în sezonul 2012-2013. La data de 21 iulie 2012, Basha a fost transferat de Torino fiind deținut în co-proprietate cu Atalanta.
El și-a făcut debutul în Serie A în prima etapă de campionat împotriva Sienei pe 26 august, jucând în ultimele 14 minute al remizei fără goluri. Primul gol al primului bilet al lui Basha a venit pe 28 octombrie în meciul cu Parma, scor 1-3. El a încheiat sezonul 2012-2013 cu 21 de meciuri jucate și un gol marcat.
La 21 iunie 2013, Atalanta a cumpărat drepturile de coproprietate deținute de Torino pentru încă 350.000 de euro. Mai târziu, în aprilie 2014, în timpul meciului de la Genoa, Basha s-a accidentat la tendonul lui Ahile, fiind nevoit să ia o pauză pentru a fi operat. A terminat cel de-al treilea sezon de la Torino, jucând 25 de meciuri, dintre care 24 în campionat.
Basha a continuat să fie accidentat din cauza tratamentului prost al personalului medical din Torino, din cauza căruia a stat pe tușă mai mult decât se aștepta inițiat, nouă luni. Acest lucru l-a făcut pe Basha să meargă și să fie tratat de personalul medical și de Hans-Wilhelm Müller-Wohlfahrt de la Bayern München. El a fost în cele din urmă recuperat în ianuarie 2015, revenind la echipa pentru meciul împotriva lui Chievo pe 6 ianuarie.
Sa întors pe teren pentru prima dată în 11 luni, intrând în ultimele minute ale victoriei cu 1-0 în fața celor de la Napoli. A purtat banderola căpitanului pentru prima dată pe 16 martie în înfrângerea scor 0-2 cu Lazio. Basha s-a întors la scor în weekendul următor, în care a marcat al doilea gol în partida din deplasare, 0-2 împotriva Parme, fiind al doilea gol marcat de el pentru echipă.
La 30 iunie 2015, Basha a părăsit oficial clubul după terminarea contractului, iar echipa a decis să nu îl prelungească. El a jucat în total 89 de meciuri pentru Torino în campionat și cupă. El a fost descris de fanii lui Toro drept un „războinic adevărat”.

### Luzern
După ce a petrecut nouă ani în Italia, Basha s-a întors în Elveția semnând din postura de jucător liber de contract cu FC Luzern la 10 august 2015. El a jucat pentru scurt timp aici, apărând în doar zece meciuri de cupă și campionat. El a declarat mai târziu că această mutare a fost singura gafă pe care a făcut-o în viața de fotbalist, precizând că „să mă întoarc în Elveția după ce am jucat ani de zile în Italia a fost doar o greșeală”. El a adăugat, de asemenea, că fotbalul elvețian „nu era pentru el”.

#### Împrumut la Como
La 4 februarie 2016, Como a anunțat oficial că l-a adus pe Basha sub formă de împrumut până la sfârșitul sezonului 2015-2016 pentru a juca mai mult înainte de Campionatul European din 2016. El și-a făcut debutul nouă zile mai târziu, fiind titular și jucând 56 minute în remiza scor 1-1 față de Novara. În ciuda remizei, Basha s-a distins prin jocul bun făcut la mijlocul terenului. El a înscris primul său golul pentru club pe 7 mai în timpul meciului cu Avellino, deschizând scorul cu capul la începutul partidei, care s-a încheiat cu scorul de 1-1. Șederea lui Basha la Como a fost una benefică, reușind să-și recapete forma înainte de Campionatul European, jucând 1020 de minute în 13 meciuri, toate din postura de titular. Como însă a fost retrogradată după ce a terminat pe ultimul loc.

### Bari
La 12 august 2016, Basha a semnat un contract pe doi ani cu Bari din Serie B.

### Aris Salonic
La 14 iulie 2018, Basha s-a înțeles cu clubul grec Aris Salonic și a semnat un contract pe doi ani în valoare de 300.000 de euro pe an.

## Cariera la națională

### Elveția
Basha a făcut parte din echipele de tineret ale Elveției, reprezentându-i pe Rossocrociati la categoriile de vârstă sub 17, 18, 19 și 21.

### Albania
Deși a jucat pentru Elveția la nivel de tineri, în iulie 2010 Basha a declarat că dorește să joace pentru Albania. El a declarat, de asemenea, că va aplica pentru cetățenia albaneză pentru a putea juca în tricoul „roșu și negru", dar Asociația Elvețiană de Fotbal nu a fost de acord ca Basha să poată juca pentru o altă națiune. După ce Basha a declarat public că nu va juca niciodată pentru Elveția, doar pentru Albania, la 30 iulie 2012 s-a anunțat faptul că Basha a făcut o cerere pentru a primi pașaportul albanez. Pe 21 august, s-a anunțat faptul că Basha a dobândit cetățenia albaneză. Cu toate acestea, FIFA nu i-a permis încă să joace pentru Albania. FIFA a exclus respins schimbarea cetățeniei în afara țării sale de naștere (sau a țării natale a părinților sau bunicului), însă a permis irlandezilor din Irlanda de Nord să reprezinte Irlanda
După primirea cetățeniei, Basha a fost chemat la echipa Albaniei de către selecționerul Gianni De Biasi, la 15 martie 2013, înainte de meciul cu Norvegia. La 19 martie 2013, Basha și Asociația Albaneză de Fotbal (FSHF) au primit aprobarea din partea FIFA, permițându-i lui Basha să joace pentru Albania 

#### Calificările la Campionatul Mondial din 2014
La 22 martie 2013, Basha a debutat pentru Albania într-o victorie scor 0-1 împotriva Norvegiei la Oslo, ca parte a calificărilor pentru Campionatul Mondial din 2014. Patru zile mai tarziu, Basha a marcat primul gol pentru Albania într-un amical împotriva Lituaniei. Doar două meciuri au fost suficiente pentru ca suflarea fotbalistică albaneză să-l vadă pe Basha ca înlocuitor al retrasului Altin Lala, semănând ca poziție de joc și abilități.
Primul gol al lui Basha pentru Albania a venit pe 5 martie 2014 într-o victorie cu 2-0 împotriva Maltei dintr-un meci amical; Basha a marcat primul gol al meciului în minutul 26.

#### Calificările la UEFA Euro 2016
La exact un an după al doilea gol și ultima sa convocare, după ce și-a revenit la Torino într-o formă bună, a jucat ca titular și a primit banderola de căpitan împotriva lui Lazio, Basha s-a întors la echipa națională fiind chemat de selecționerul Gianni De Biasi pentru a patra partidă a meciului din Grupa I de calificare la Euro 2016  împotriva Armeniei la 29 martie 2015. La 18 martie, De Biasi a publicat o listă temporară de 17 jucători convocați, Basha devenind cel de-al 18-lea care a fost inclus pe listă.
Basha a fost chemat din nou pentru următorul meci la națională pe 13 iunie 2015 într-un meci amical cu Franța. Fiind un meci amical, antrenorul Gianni De Biasi a odihnit trioul de start Burim Kukeli - Taulant Xhaka - Amir Abrashi iar Basha a primit șansa de a juca ca titular alături de Ergys Kaçe și Andi Lila, un trio istoric de mijlocași într-o victorie istorică de succes scor cu 1-0 împotriva gazdelor UEFA Euro 2016 cu un gol marcat dintr-o lovitură liberă de Ergys Kaçe la sfârșitul primei reprize în minutul 43.

#### Euro 2016
La 21 mai 2016, Basha a fost numit în echipa preliminară a Albaniei de 27 de jucători pentru UEFA Euro 2016 și în lotul final de 23 de jucători pe 31 mai.
Basha a fost o rezervă neutilizată în primele două meciuri împotriva Elveției cu o înfrângere scor 0-1, fiind rezervă și în meciul cu gazda Franța, în care a pierdut cu 2-0, apoi a jucat ca titular în următorul meci împotriva României în victoria 1-0 a Albaniei. Albania a terminat grupul pe locul trei, cu trei puncte câștigate și cu un golaveraj de -2. Albania s-a clasat pe ultimul loc dintre echipele clasate pe locul trei, ceea ce a dus la eliminarea ei.

## Statistici privind cariera

### Club
Până pe 6 aprilie 2019
| Club          | Sezon         | Campionat             | Campionat | Campionat | Cupă    | Cupă   | Europa  | Europa | Altele  | Altele | Total   | Total  |
| Club          | Sezon         | Divizie               | Meciuri   | Goluri    | Meciuri | Goluri | Meciuri | Goluri | Meciuri | Goluri | Meciuri | Goluri |
| ------------- | ------------- | --------------------- | --------- | --------- | ------- | ------ | ------- | ------ | ------- | ------ | ------- | ------ |
| Lausanne      | 2004–2005     | 1. Liga Promotion     | 22        | 3         | —       | —      | —       | —      | —       | —      | 22      | 3      |
| Lausanne      | 2005–2006     | A Doua Ligă Elvețiană | 14        | 1         | —       | —      | —       | —      | —       | —      | 14      | 1      |
| Lausanne      | Total         | Total                 | 36        | 4         | —       | —      | —       | —      | —       | —      | 36      | 4      |
| Lucchese      | 2005–2006     | Serie C1              | 5         | 0         | —       | —      | —       | —      | —       | —      | 5       | 0      |
| Lucchese      | 2006–2007     | Serie C1              | 8         | 0         | —       | —      | —       | —      | —       | —      | 8       | 0      |
| Lucchese      | Total         | Total                 | 13        | 0         | —       | —      | —       | —      | —       | —      | 13      | 0      |
| Viareggio     | 2007–2008     | Serie C2              | 15        | 1         | —       | —      | —       | —      | —       | —      | 15      | 1      |
| Rimini        | 2007–2008     | Serie B               | 12        | 0         | —       | —      | —       | —      | —       | —      | 12      | 0      |
| Rimini        | 2008–2009     | Serie B               | 38        | 2         | 1       | 1      | —       | —      | 2       | 0      | 41      | 3      |
| Rimini        | Total         | Total                 | 50        | 2         | 1       | 1      | —       | —      | 2       | 0      | 53      | 3      |
| Frosinone     | 2009–2010     | Serie B               | 38        | 3         | 3       | 1      | —       | —      | —       | —      | 41      | 4      |
| Atalanta      | 2010–2011     | Serie B               | 23        | 0         | 2       | 0      | —       | —      | —       | —      | 25      | 0      |
| Torino        | 2011–2012     | Serie B               | 36        | 2         | 1       | 0      | —       | —      | —       | —      | 37      | 2      |
| Torino        | 2012–2013     | Serie A               | 21        | 1         | 0       | 0      | —       | —      | —       | —      | 21      | 1      |
| Torino        | 2013–2014     | Serie A               | 24        | 0         | 1       | 0      | —       | —      | —       | —      | 25      | 0      |
| Torino        | 2014–2015     | Serie A               | 6         | 1         | 0       | 0      | —       | —      | —       | —      | 6       | 1      |
| Torino        | Total         | Total                 | 87        | 4         | 2       | 0      | —       | —      | —       | —      | 89      | 4      |
| Luzern        | 2015–2016     | Superliga Elvețiană   | 7         | 0         | 3       | 0      | —       | —      | —       | —      | 10      | 0      |
| Como          | 2015–2016     | Serie B               | 13        | 1         | —       | —      | —       | —      | —       | —      | 13      | 1      |
| Bari          | 2016–2017     | Serie B               | 27        | 1         | —       | —      | —       | —      | —       | —      | 27      | 1      |
| Bari          | 2017–2018     | Serie B               | 32        | 2         | 3       | 0      | —       | —      | —       | —      | 35      | 2      |
| Bari          | Total         | Total                 | 59        | 3         | 3       | 0      | —       | —      | —       | —      | 62      | 3      |
| Aris Salonic  | 2018–2019     | SuperlIga Greacă      | 21        | 0         | 2       | 0      | —       | —      | —       | —      | 23      | 0      |
| Total carieră | Total carieră | Total carieră         | 362       | 18        | 16      | 2      | —       | —      | 2       | 0      | 380     | 20     |

1. ↑  Include meciuri europene din UEFA Champions League și UEFA Europa League

### La națională
Până pe data de 9 octombrie 2017 
| Echipa națională | An    | Meciuri | Goluri |
| ---------------- | ----- | ------- | ------ |
| Albania          | 2013  | 7       | 1      |
| Albania          | 2014  | 1       | 1      |
| Albania          | 2015  | 7       | 1      |
| Albania          | 2015  | 8       | 0      |
| Albania          | 2017  | 6       | 0      |
| Total            | Total | 29      | 3      |

#### Meciuri la națională
Începând cu 16 noiembrie 2015. Coloana scorul indică scorul după fiecare gol al lui Basha. 
| Nu. | Data              | Stadion                                | Selecție | Adversar | Scor | Rezultat | Competiție |
| --- | ----------------- | -------------------------------------- | -------- | -------- | ---- | -------- | ---------- |
| 1   | 26 martie 2013    | Stadionul Qemal Stafa, Tirana, Albania | 2        | Lituania | 3 -0 | 4-1      | Amical     |
| 2   | 5 martie 2014     | Stadionul Niko Dovana, Durrës, Albania | 8        | Malta    | 1 -0 | 2-0      | Amical     |
| 3   | 16 noiembrie 2015 | Stadionul Qemal Stafa, Tirana, Albania | 15       | Georgia  | 1 -2 | 2-2      | Amical     |

## Titluri

### Club
Atalanta
- Serie B : 2010-2011

Torino
- Serie B locul doi: 2011-2012